# هیجان (آلبوم کارلی ری جپسن)
هیجان (به انگلیسی: Emotion) (یا به‌سبک نوشتاری E•MO•TION) سومین آلبوم استودیویی از خوانندهٔ کانادایی کارلی ری جپسن است. آلبوم در ۲۴ ژوئن سال ۲۰۱۵ در ژاپن و در ۲۱ اوت ۲۰۱۵ از سوی ۶۰۴، اسکول‌بوی و اینترسکوپ رکوردز در سراسر جهان منتشر گردید.